# Kriegsgetraut
Kriegsgetraut ist ein propagandistischer, deutscher Kriegs-Stummfilm von 1914 aus der Hand von Heinrich Bolten-Baeckers.

## Handlung

### Erster Akt
Die Handlung spielt zu Beginn des Ersten Weltkriegs. Kurz vor Ausbruch der Feindseligkeiten drängen Kommerzienrat Hartwig nebst Gattin ihren Sohn dazu, die reizende Belgierin Jeanette zu heiraten, die Tochter von Hartwigs Geschäftsfreund, dem Großkaufmann Vranken. Doch Fritz zeigt sich diesem väterlichen Wunsch gegenüber sehr indifferent und versucht, dem Besuch der Vrankens in Berlin so weit wie möglich aus dem Wege zu gehen. Als er eines Tages aus seinem Anwaltsbüro heimkehrt, kommt Fritz nicht umhin, im Park Jeanette mitsamt Eltern seine Aufwartung zu machen. Auch dort bleibt Fritz mehr als zurückhaltend, um nicht zu sagen kühl, woraufhin es bald darauf zu einer ernsten Aussprache mit seinem Vater kommt. Jetzt rückt Fritz mit der Sprache heraus und erklärt seinem Vater, dass er bereits seit drei Jahren Vater eines Sohnes namens Wilhelm sei. Fritz erzählt, wie aus dem einstigen Sommerflirt mit Liesa, der Mutter des Kindes, eine tiefe Liebe erwuchs. Lediglich aus gesellschaftlichen Gründen hätten beide noch nicht geheiratet. Der Vater ist außer sich vor Zorn und stellt Fritz vor die Wahl: “Entweder deine Eltern oder deine Geliebte!”

### Zweiter Akt
Liesa ist ein gutmütiges, liebes Wesen. Das Talent fürs Künstlerische hat sie von ihrem Vater, einem Maler mit Hang zur Spielsucht, geerbt. Jetzt sitzt sie in ihrem Kämmerchen und bemalt Lampenschirme, um sich etwas dazuzuverdienen. Zu ihren Füßen spielt der dreijährige Wilhelm, die Frucht der Liebe aus ihrer Beziehung mit Fritz. Als stolzer, patriotischer Vater bringt dieser dem Kleinkind eines Tages eine schwarz-weiß-rote Flagge mit, und man ist sich einig: der Junge wird eines Tages einen guten Soldaten abgeben! Man sitzt gemütlich in der wärmenden Augustsonne im Park, da tönt es: “Der Kaiser musste das Schwert ziehen, um die deutsche Ehre zu wahren!” Fritz freut sich über die Mobilmachung, der Reservist kann es gar nicht erwarten, den feldgrauen Rock anzuziehen und gegen den Feind zu kämpfen. Liesa ist einerseits besorgt, freut sich aber auch, dass er Kaiser und Vaterland dienen darf. Zum Abschied geht Fritz noch einmal in sein Elternhaus zurück. Diener Johann öffnet ihm die Tür und sagt freudig erregt, dass er sich darüber freue, mit ihm in ein und demselben Regiment dienen zu dürfen. Fritz kündigt an, zuvor Liesa endlich heiraten zu wollen, doch auch jetzt zeigt sich sein Vater, trotz flehentlichen Bittens seiner Gattin, nicht dazu bereit, ihm seinen Segen zu geben. Es wird in Feldgrau geheiratet, und auch Diener Johann, der den Trauzeugen gibt, ist bereits in seiner Uniform eingekleidet. Unter einem Vorwand begibt sich Fritzens Mutter aus dem Haus und geht zu Liesa, um ihr, ihrem Sohn und dem Enkelkind die Aufwartung zu machen. Derweil stöbert der alte Kommerzienrat in Erinnerungen. Er heftet sich das Eiserne Kreuz an die Brust, das er sich im Krieg 1870/71 erworben hatte, überwindet seinen Stolz und geht denselben Weg, den kurz zuvor seine Gattin gegangen war. Es kommt zu einer herzergreifenden Versöhnung, dann rücken Fritz und Johann ein.

## Produktionsnotizen
Kriegsgetraut ist ein typisches Beispiel für einen filmischen Schnellschuss als unmittelbare Reaktion auf den Ausbruch des Ersten Weltkriegs. Der im BB-Film-Atelier in Berlin-Steglitz hergestellte Zweiakter passierte im September 1914 die Filmzensur und wurde wohl noch im selben Monat uraufgeführt.

## Zeitgeschichtliche Einordnung
Oskar Kalbus versuchte 1935, aus einer nationalsozialistischen Sichtweise, unter der Kapitelüberschrift „Feldgrauer Filmkitsch“ eine Einordnung dieses Filmgenres, das vor allem 1914 und 1915 im Deutschen Reich eine wahre Hausse erlebte. Er schreibt:

„Ein gewisser Stamm routinierter Filmfabrikanten ließ sich aber nicht ängstlich machen. Zuerst einmal ließen sie ihre mannigfaltigen Beziehungen spielen, um vom Kriegsdienst befreit zu werden, denn sie fühlten sich, eingedenk eines altrömischen Erfahrungssatzes, berufen, in der ruhigeren Heimat dem deutschen Volk mit sensationellen Treffern „panem et circensis“ zu bieten, d.h. in ihrem Sinne: Erholung und Zerstreuung, Ermunterung und Ermutigung. Alles das sollte nun das Kino bieten. Man hoffte, daß die allgemeine Freude an den Siegen unseres Heeres den Wunsch nach Mitteilsamkeit, nach ablenkenden Erlebnissen und vor allen Dingen nach Zusammenballung der Menschen im „Theater des kleinen Mannes“ zeitigen würde. So entstand über den aktuellen Filmaufnahmen von den Kriegsschauplätzen hinaus der feldgraue Filmkitsch – oder der sogenannte „patriotische“ Film der Jahre 1914/15.“